# 托定咸熱刺球場
托特納姆熱刺球場（英語：Tottenham Hotspur Stadium）是位於英格蘭倫敦的專業足球場，為托特納姆熱刺足球俱樂部的主場。

## 介紹
托特納姆熱刺球場可容納62,850人，是英國第三大的足球場（僅次於溫布利與老特拉福德）。它被設計成一個多用途體育場，擁有世界上第一個分隔的、可伸縮的足球場，其下方有一個人造草坪場地，可用於美式足球賽事、音樂會和其他活動。
球場的建設是作為諾森伯蘭開發計劃的核心而啟動的，旨在成為托特納姆熱刺20年重建計劃的催化劑。該項目涵蓋現已拆除的白鹿巷及其附近區域的場地。該項目最初於2007年構思並於2008年宣布，但計劃多次修改，球場的建設因爭議和延誤而直到2015年才開始。球場隨後於2019年4月3日舉行了開幕式以及第一場英超比賽。
球會沒有延用前主場白鹿徑球場的名稱，而目前的名稱是臨時的，目的是出售冠名權，以便以贊助商的名字命名，但截至目前，它仍然沒有被重命名。該球場有時被球迷和一些媒體稱為新白鹿巷。

## 圖集

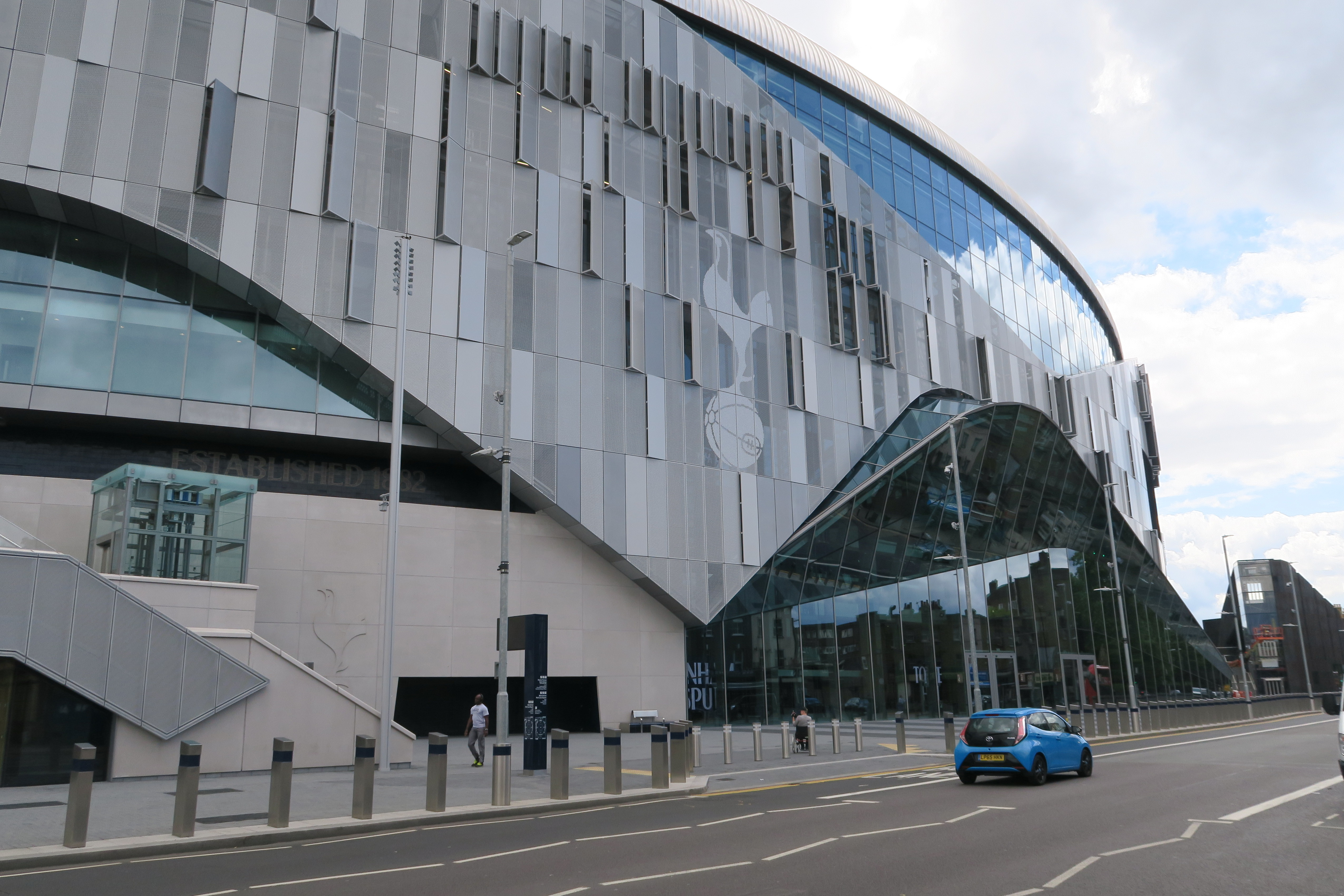
球場西入口
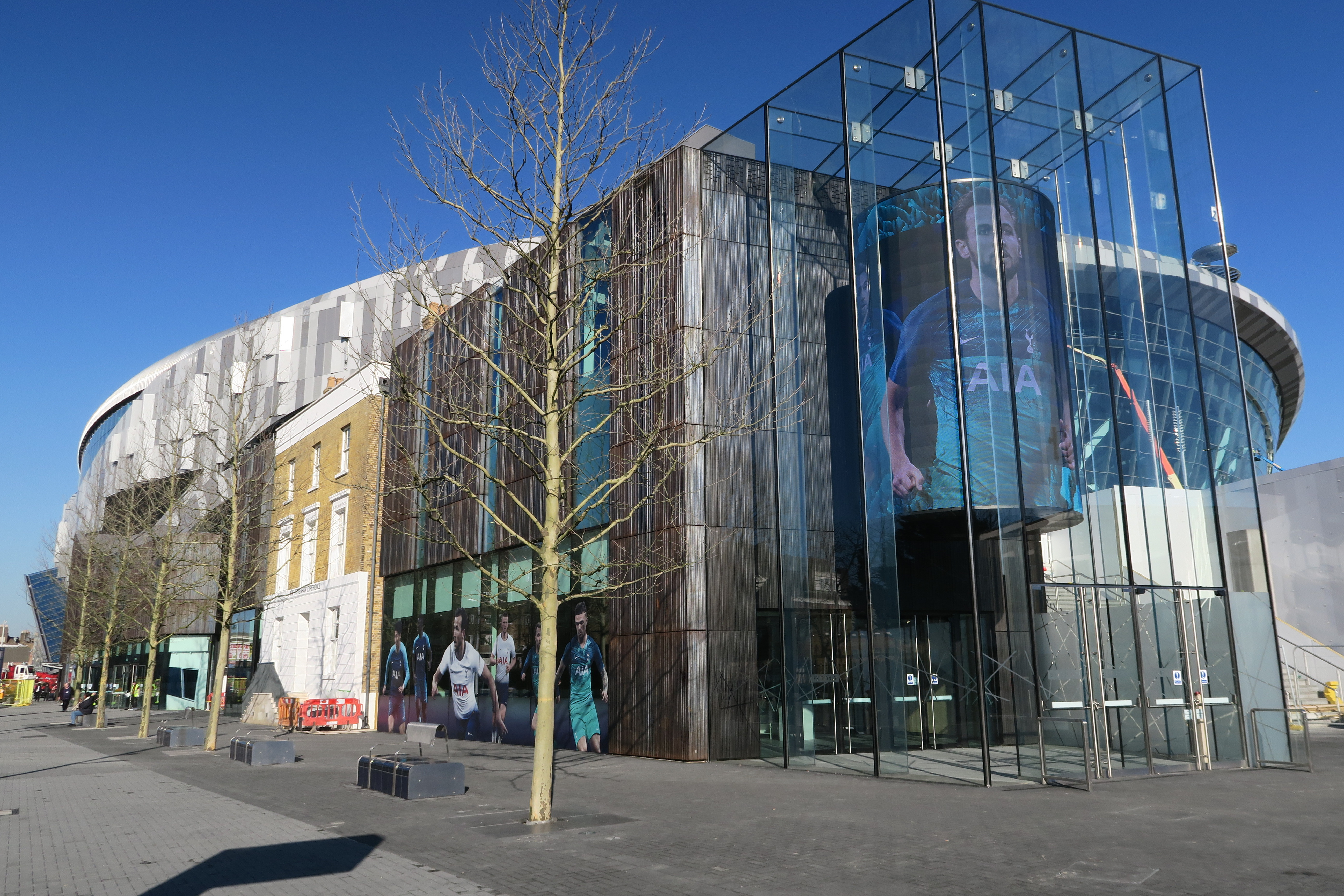
球場正面
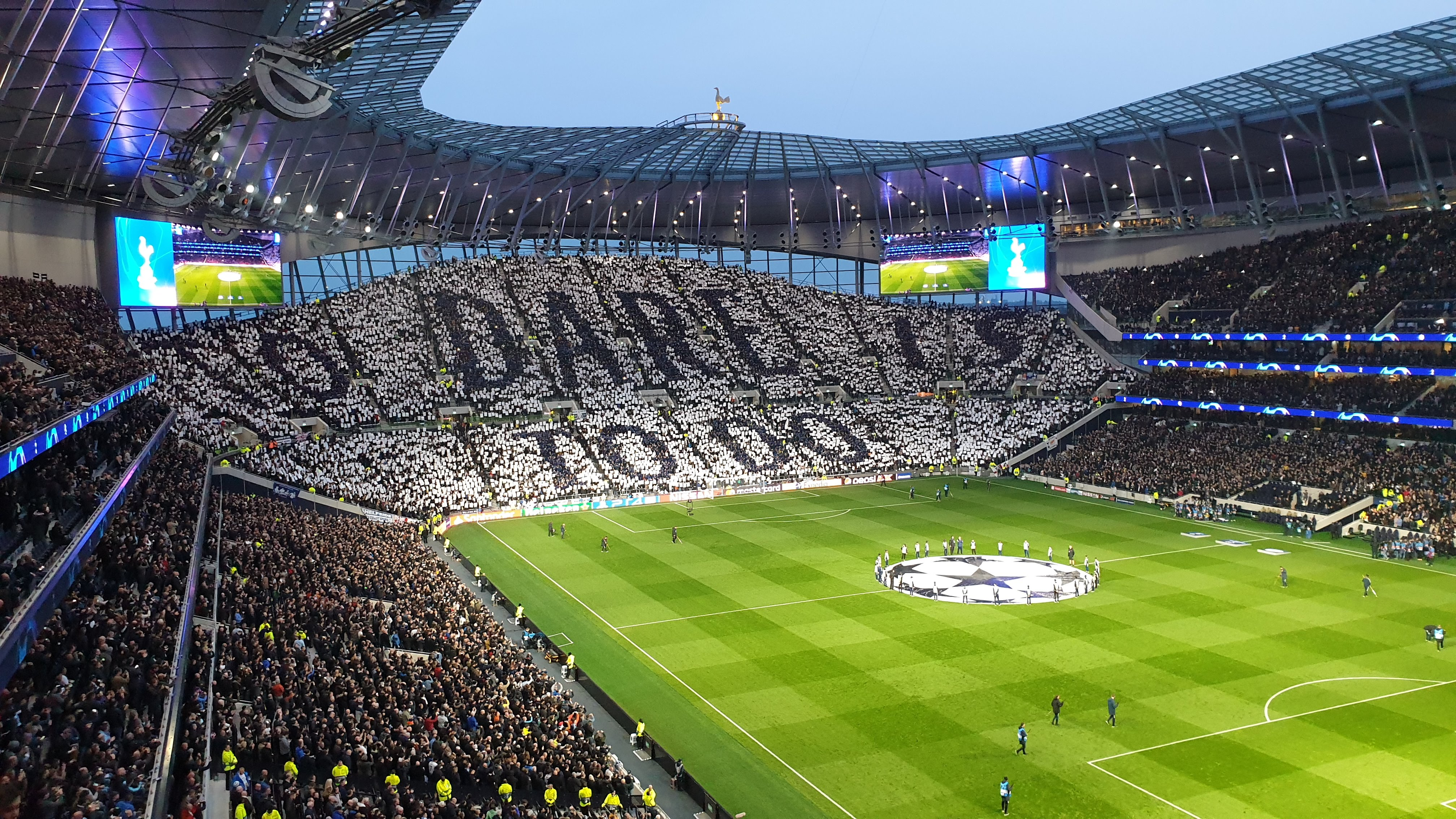
南看台的球迷展示了俱樂部的座右銘，攝於2019年4月9日，與曼城的歐冠四分之一決賽前
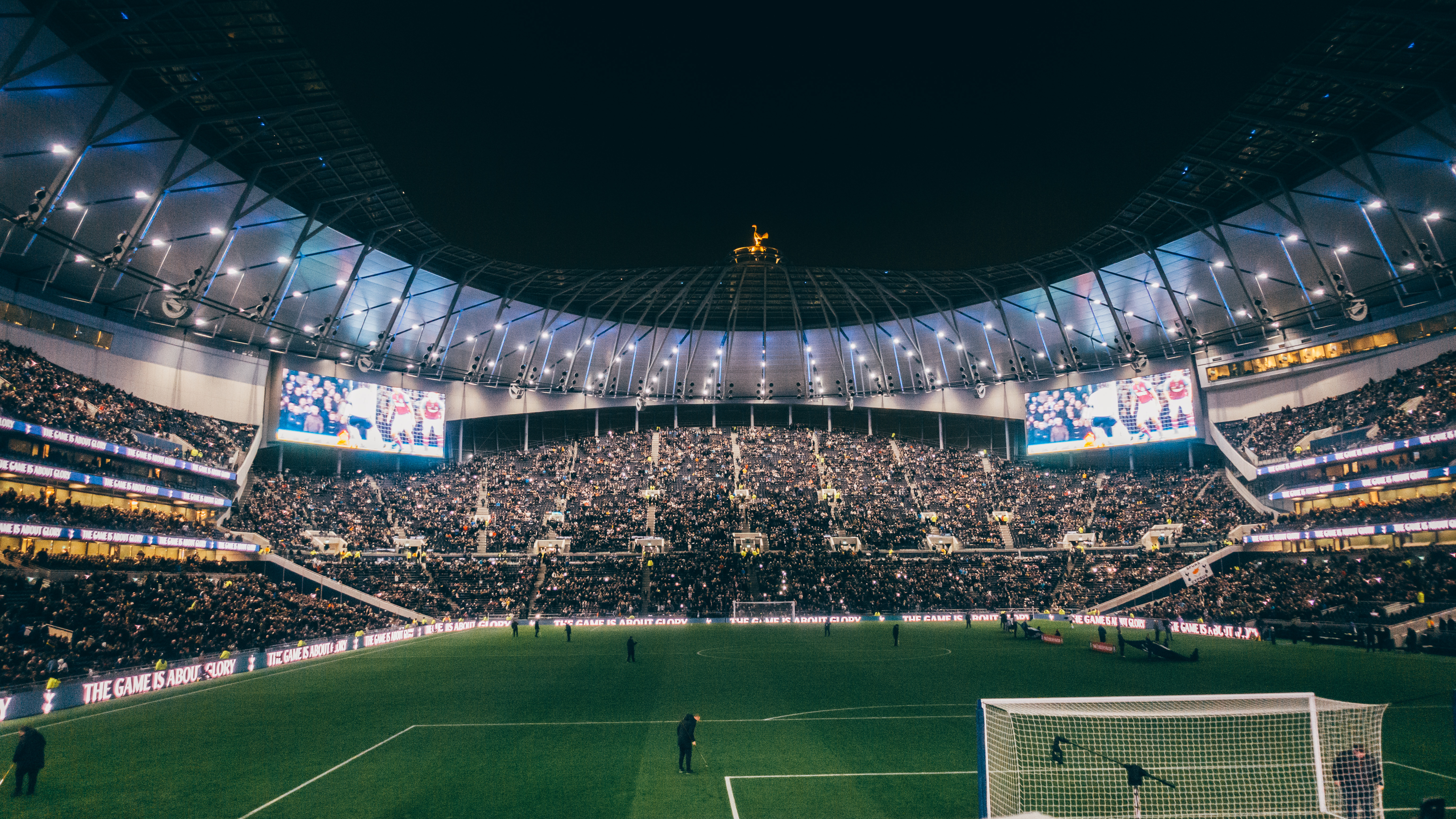
南看台
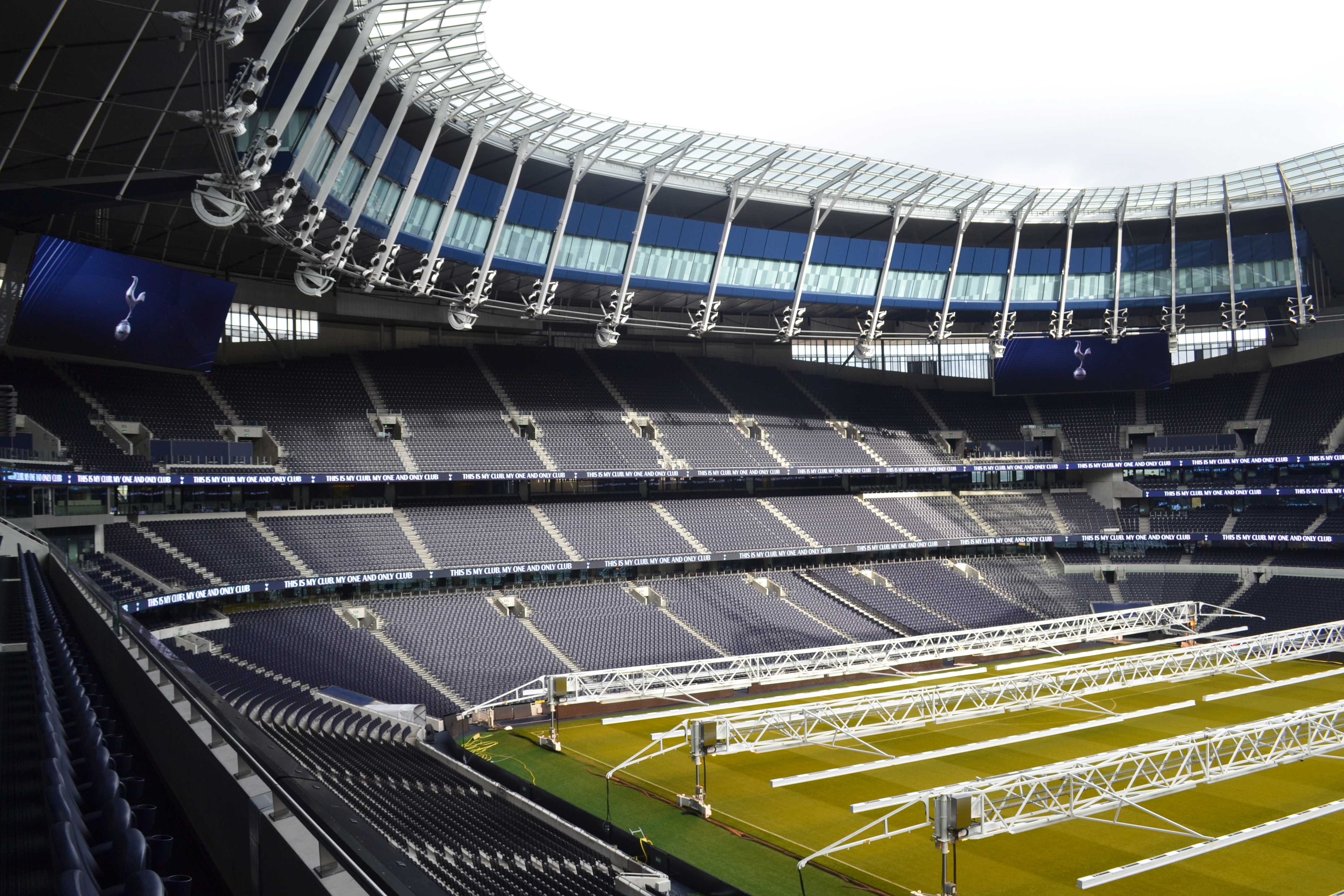
北看台，客場球迷的座位在右角
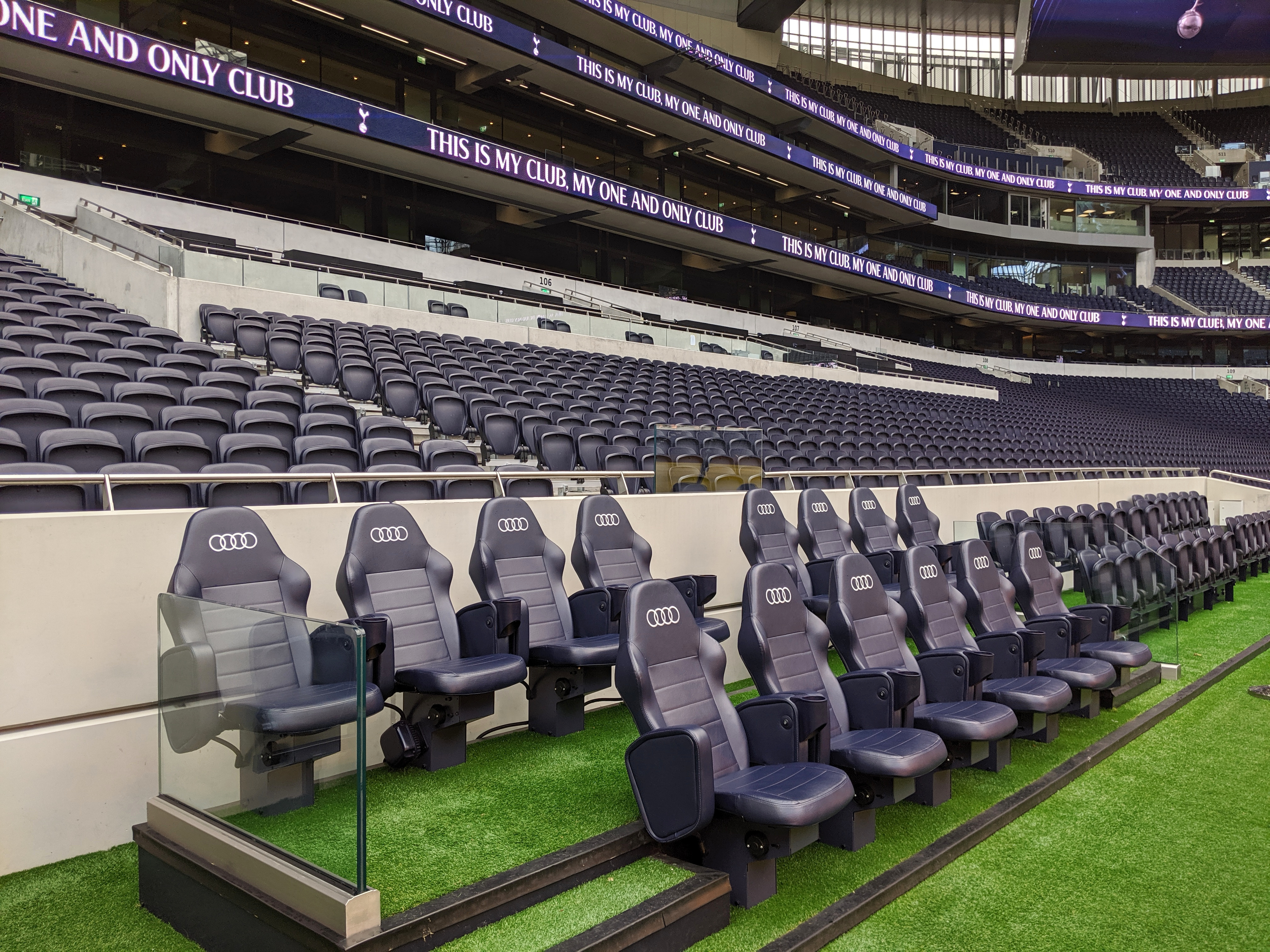
西看台下方的技術區域
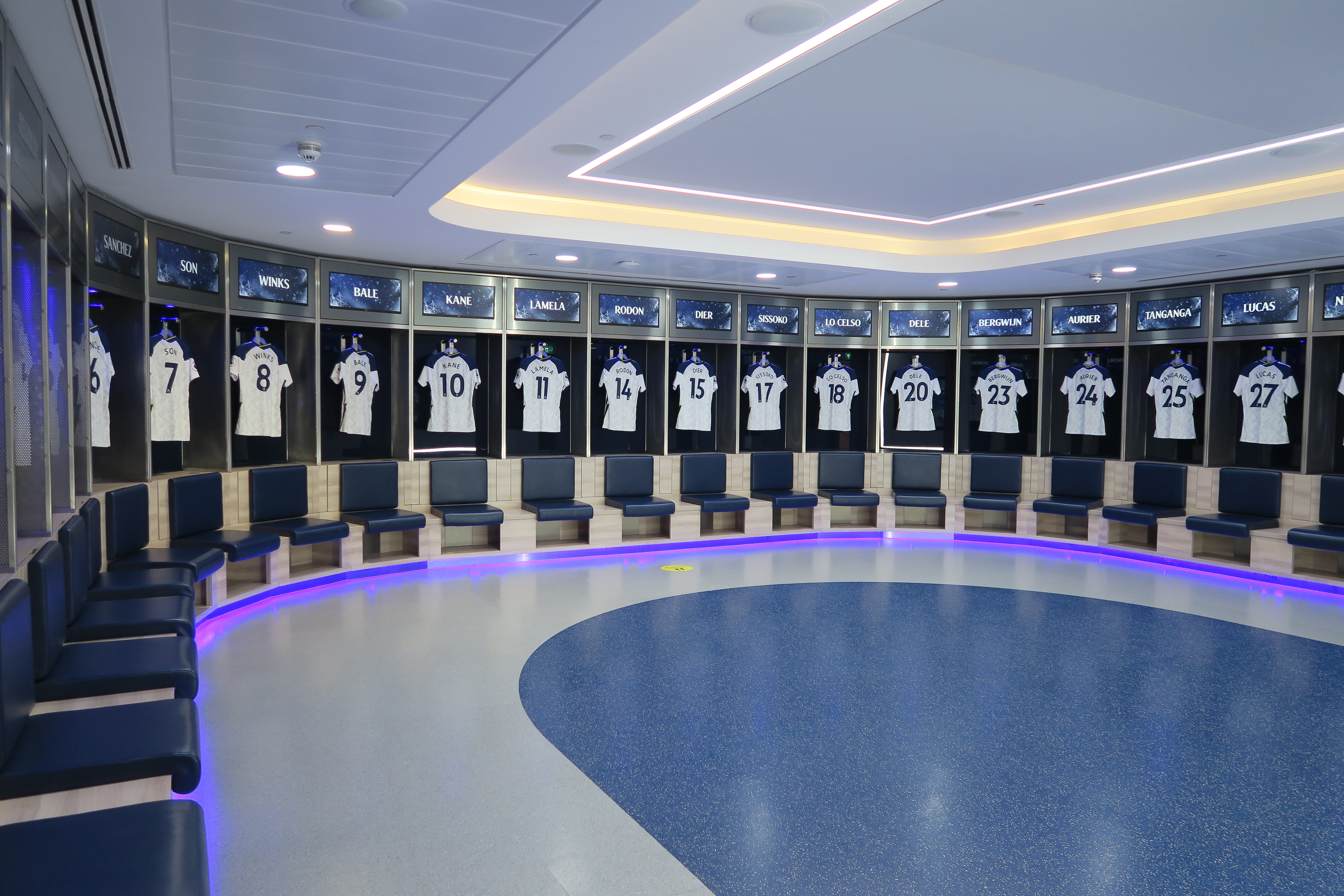
主隊更衣室

## 外部連結
- 托特纳姆热刺队官方网站 （页面存档备份，存于）